# Miss Venezuela
Miss Venezuela é um dos mais importantes concursos nacionais de beleza do mundo. O evento, criado em 1952 pela extinta companhia aérea Panam, escolhe as representantes da Venezuela para o Miss Universo, Miss Mundo e Miss Beleza Internacional. A vaga para o Miss Terra sai de um concurso independente, o Miss Earth Venezuela.
Em 2013, o país sul-americano conquistou seu sétimo título no Miss Universo, e cinco em cada um dos outros dois dos principais concursos de beleza do mundo. Seu atual comitê executivo é formado por: Gabriela Isler (Miss Universo 2013), Jacqueline Aguilera (Miss Mundo 1995) e Nina Sicilia (Miss Internacional 1985).

## Televisão
Em 1962, o então diretor do concurso, o empresário e escritor Ignacio Font Coll (já falecido), assinou o primeiro acordo para transmissão televisiva do Miss Venezuela com a RCTV. Mais tarde, em 1968, Coll contrata Osmel para ser um de seus assistentes na direção artística do concurso. Em 1972, a Venevisión (hoje parte da Organización Cisneros) assume os direitos de exibição do Miss Venezuela, inicialmente em rede nacional.
Com a consolidação do formato do Miss Venezuela e as primeiras vitórias no Miss Universo e demais concursos, a Venevisión passaria a produzir as edições do certame nacional e versões condensadas da transmissão oficial (que, geralmente chegam a quatro horas de duração) para exibição no mercado externo. Nos EUA, por exemplo, o concurso vai ao ar em emissoras pagas hispânicas com alguns dias de atraso.
Atualmente, o Miss Venezuela é, ao lado das telenovelas, uma das principais pautas de exportação do Grupo Cisneros/Venevisión para promover a imagem da Venezuela nas feiras especializadas em venda de programas e na audiência dos públicos externos. No mercado doméstico, os shares (participação na audiência) são bastante altos. A transmissão do concurso nacional de 2009, por exemplo, chegou a ser vista em 75% dos aparelhos ligados no território venezuelano. É a audiência mais alta de uma etapa nacional do Miss Universo até o momento.

## Formato
Atualmente, o Miss Venezuela é realizado entre setembro e outubro. A importância dada ao concurso começa com um processo preliminar denominado Gala de la Belleza, no qual as candidatas recebem prêmios por parte dos patrocinadores. Embora seja de interesse mínimo do público, esta etapa é televisionada. O carro-chefe de todo o processo é a grande final que pode durar até cinco horas de duração e que nos últimos anos tem recebido atenção da imprensa estrangeira. Em 2006, o repórter Luís Nachbin, a serviço do Canal Futura, foi um dos primeiros jornalistas de língua lusófona a cobrir o concurso. O resultado dessa cobertura foi condensado numa edição de meia hora do programa Passagem Para..., levado ao ar em dezembro do mesmo ano.
A final do Miss Venezuela é concebida como um mega-espetáculo televisivo de importância similar (ou superior no mercado doméstico) a eventos de grande porte como a entrega anual do Óscar, o Super Bowl, a final da Copa do Mundo FIFA e o GRAMMY, por exemplo. Seus shows costumam incluir, além de celebridades locais em anos recentes, algumas atrações internacionais. A final é tradicionalmente realizada no Poliedro de Caracas,sendo que em anos recentes,ele passou pelos estúdios da Venevisión e foi realizado uma vez em Maracaibo.

### Processo de seleção das candidatas
As candidatas ao título de Miss Venezuela são selecionadas tanto por concursos departamentais e distritais como diretamente pela organização do concurso. Geralmente, é eleita uma candidata em cada um dos 23 Estados da Venezuela, mas as regiões geográficas como a Península Guajira, o Distrito Capital e a Costa Oriental do Lago são incluídas para dar maior competitividade e dinamismo à disputa que, em algumas edições, chega a contar com até 30 candidatas.
No entanto, isso não implica dizer que determinada candidata seja da região ou Estado de origem, já que a decisão final cabe exclusivamente à comissão organizadora. Normalmente, o número final de candidatas ao título oscila entre 26 e 28.

### Estados ou regiões com mais tradição no Miss Venezuela
Até 2017, Guárico era o Estado que tinha maior número de títulos de Miss Venezuela: dez no total (o último conquistado em 2012), seguido do Distrito Capital (7), Miranda (6), Lara,  Nueva Esparta e Carabobo (4). Aragua e Sucre tinham três títulos cada. Delta Amacuro, Trujillo, Amazonas, Costa Oriental, Apure, Bolívar e Zulia tinham dois.
Os Estados ou regiões que conquistaram apenas uma coroa na disputa nacional são os seguintes: Táchira, Yaracuy, Portuguesa, Monagas e Anzoátegui.

## Vencedoras
Abaixo constam apenas as nove últimas vencedoras do concurso:
| Edição | Ano  | Anfitrião                | Local da final          |                                  | Miss Venezuela                        | Segunda Colocada                   | Terceira Colocada |       | Candidatas | Ref |
| 62ª    | 2015 | Distrito Capital Caracas | Estudio 1 de Venevisión | Lara Mariam Habach               | Trujillo Jessica Duarte               | Aragua Andrea Rosales              | 25                | [ 1 ] |            |     |
| 63ª    | 2016 | Distrito Capital Caracas | Estudio 1 de Venevisión | Monagas Keysi Sayago             | Nueva Esparta Diana Croce             | Vargas Antonella Massaro           | 24                | [ 2 ] |            |     |
| 64ª    | 2017 | Distrito Capital Caracas | Estudio 5 de Venevisión | Delta Amacuro Sthefany Gutiérrez | Vargas Veruska Ljubisavljević         | Barinas Mariem Velazco             | 24                | [ 3 ] |            |     |
| 65ª    | 2018 | Distrito Capital Caracas | Estudio 5 de Venevisión | Portuguesa Isabella Rodríguez    | Yaracuy Alondra Echeverría            | Táchira Oricia Domínguez           | 24                | [ 4 ] |            |     |
| 66ª    | 2019 | Distrito Capital Caracas | Estudio 1 de Venevisión | Delta Amacuro Thalía Olvino      | Zulia Melissa Jiménez                 | Apure Luz María Ledezma            | 24                | [ 5 ] |            |     |
| 67ª    | 2020 | Distrito Capital Caracas | Estudio 5 de Venevisión | Zulia Mariángel Villasmil        | Aragua Alejandra Conde                | Região Guayana Isbel Parra         | 22                |       |            |     |
| 68ª    | 2021 | Distrito Capital Caracas | Estudio 1 de Venevisión | Região Andina Amanda Dudamel     | Cojedes Ariagny Daboín                | Distrito Capital Fabiana Rodríguez | 18                |       |            |     |
| 69ª    | 2022 | Distrito Capital Caracas | Poliedro de Caracas     | Distrito Capital Diana Silva     | Portuguesa Andrea Rubio               | Delta Amacuro Daniela Malavé       | 24                |       |            |     |
| 70ª    | 2023 | Distrito Capital Caracas | Centro Comercial Líder  | Amazonas · Ileana Márquez        | Guárico · Sakra Guerrero              | Anzoátegui · Giorgiana Rosas       | 25                |       |            |     |
| 71ª    | 2024 | Distrito Capital Caracas | Centro Comercial Líder  | Anzoátegui · Stephany Abasali    | Dependências Federais Valeria Cannavò | Delta Amacuro Alessandra Guillén   | 25                |       |            |     |

## Classificação
A candidata tornou-se Miss Universo.
     A candidata parou entre as finalistas.
     A candidata parou entre as semifinalistas.

### Miss Universo

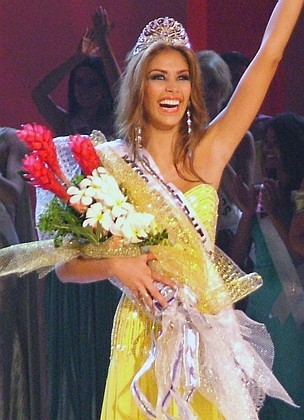
Dayana Mendoza, Miss Venezuela 2008 e Miss Universo 2008.

| Ano  | Miss Venezuela                        | Colocação              |
| 1952 | Sofía Silva Inserry †                 |                        |
| 1953 | Gisela Bolaños Scarton                |                        |
| 1955 | Carmen Susana Duijm                   | Semifinalista (Top 15) |
| 1956 | Blanca Heredia Osío                   | Semifinalista (Top 15) |
| 1957 | Consuelo Gómez                        |                        |
| 1958 | Ida Margarita Pieri                   |                        |
| 1960 | Gladys Ascanio Arredondo              |                        |
| 1961 | Anasaria Griselda Albornoz            |                        |
| 1962 | Olga "Olguita" Antonetti Núñez        |                        |
| 1963 | Irene Amelia Morales Machado          |                        |
| 1964 | Mercedes Revenga De La Rosa           | Semifinalista (Top 15) |
| 1965 | María Auxiliadora De Las Casas        |                        |
| 1966 | Magaly Beatriz Castro Egui            |                        |
| 1967 | Mariela Pérez Branger                 | 2º. Lugar              |
| 1968 | Peggy Kopp Arenas                     | 4º. Lugar              |
| 1969 | Marzia Rita Gisela Piazza             |                        |
| 1970 | Bella Mercedes La Rosa                | Semifinalista (Top 15) |
| 1971 | Jeanette de la Coromoto               |                        |
| 1972 | Antonieta Cámpoli Prisco              | 3º. Lugar              |
| 1973 | Ana Paola Desirée Facchinei           |                        |
| 1974 | Neyla Chiquinquirá Moronta            |                        |
| 1975 | Maritza Pineda Montoya                |                        |
| 1976 | Judith Josefina Castillo              | 2º. Lugar              |
| 1977 | Cristal del Mar Montañez              | Semifinalista (Top 12) |
| 1978 | Marisol Alfonzo Marcano               |                        |
| 1979 | Maritza Sayalero Fernández            | MISS UNIVERSO 1979     |
| 1980 | María Xavier Brandt Ângulo †          |                        |
| 1981 | Irene Lailín Sáez Conde               | MISS UNIVERSO 1981     |
| 1982 | Teresa Oropeza Villavicencio          |                        |
| 1983 | Paola Laura Ruggeri Ghigo             | Semifinalista (Top 12) |
| 1984 | Carmen María Montiel Ávila            | 3º. Lugar              |
| 1985 | Silvia Cristina Stapulionis           | 4º. Lugar              |
| 1986 | Bárbara Palacios Teyde                | MISS UNIVERSO 1986     |
| 1987 | Inés María Calero Rodríguez           | 4º. Lugar              |
| 1988 | Yajaira Cristina Vera Roldán          | Semifinalista (Top 10) |
| 1989 | Eva Lisa Larsdotter Ljung             | Semifinalista (Top 10) |
| 1990 | Andreína Katarina Blöhm               | Semifinalista (Top 10) |
| 1991 | Jackeline Rodríguez Streffeza         | Finalista (Top 06)     |
| 1992 | Carolina Eva Izsak Kemenify           | Finalista (Top 06)     |
| 1993 | Milka Yelisava Chulina Urbanich       | 3º. Lugar              |
| 1994 | Minorka Marisela Mercado Carrero      | 3º. Lugar              |
| 1995 | Denyse del Carmen Floreano Camargo    | Finalista (Top 06)     |
| 1996 | Yoseph Alicia Machado Fajardo         | MISS UNIVERSO 1996     |
| 1997 | Josefina Bencomo Giménez              | 2º. Lugar              |
| 1998 | Veruska Tatiana Ramírez               | 2º. Lugar              |
| 1999 | Lucbel Carolina Indriago              | Finalista (Top 05)     |
| 2000 | Claudia Moreno                        | 2º. Lugar              |
| 2001 | Eva Mónica Anna Ekvall †              | 4º. Lugar              |
| 2002 | Cynthia Cristina Zamora               | 5º. Lugar              |
| 2003 | Mariángel Ruiz Torrealba              | 2º. Lugar              |
| 2004 | Ana Karina Áñez Delgado               |                        |
| 2005 | Mónica Spear Mootz †                  | 5º. Lugar              |
| 2006 | Jictzad Nakarhyt Carreño              |                        |
| 2007 | Lidymar Carolina Jonaitis Escalona    | 3º. Lugar              |
| 2008 | Dayana Sabrina Mendoza Moncada        | MISS UNIVERSO 2008     |
| 2009 | Stefanía Fernández Krupij             | MISS UNIVERSO 2009     |
| 2010 | Marelisa Gibson Villegas              |                        |
| 2011 | Vanessa Andrea Gonçalves Gómez        | Semifinalista (Top 16) |
| 2012 | Irene Sofía Esser Quintero            | 3º. Lugar              |
| 2013 | María Gabriela de Jesús Isler Morales | MISS UNIVERSO 2013     |
| 2014 | Migbelis Lynette Castellanos Romero   | Semifinalista (Top 10) |
| 2015 | Mariana Coromoto Jiménez Martínez     | Semifinalista (Top 10) |
| 2016 | Mariam Habach Santucci                |                        |
| 2017 | Keysi Mairín Sayago Arrechedera       | Finalista (Top 05)     |
| 2018 | Sthefany Yoharlis Gutiérrez Gutiérrez | 3º. Lugar              |
| 2019 | Lulyana Thalía Olvino Torres          | Semifinalista (Top 20) |
| 2020 | Mariángel Villasmil Arteaga           |                        |
| 2021 | Luiseth Emiliana Materán Bolaño       | Semifinalista (Top 15) |
| 2022 | Amanda Dudamel Newman                 | 2º. Lugar              |
| 2023 | Diana Carolina Silva Francisco        | Semifinalista (Top 10) |
| 2024 | Ileana del Carmen Márquez Pedroza     | 5º. Lugar              |